# Krzysztof Antosik
Krzysztof Antosik (ur. 15 listopada 1987 we Wrocławiu) – polski siatkarz, grający na pozycji rozgrywającego. Od sezonu 2016/2017 został zawodnikiem Effectora Kielce.

## Kariera
Siatkówki uczył się w Szkole Mistrzostwa Sportowego Spała oraz MMKS Kędzierzyn-Koźle, gdzie później przeniósł się do I-ligowego Energetyka Jaworzno. Wystąpił na Mistrzostwach Europy juniorów w 2006 roku, w których Polska zajęła 7. miejsce. 
W 2010 roku zmienił klub na MKS MOS Będzin, z którym zajął 9. miejsce w I lidze i ponownie zmienił barwy klubowe, przenosząc się do Cuprum Lubin. 
Z tym zespołem zdobył raz 2. i dwa razy 3. miejsce w I lidze, a w 2014 roku zespół awansował do Plusligi i nie znalazł miejsca w kadrze. 
W sezonie 2014/2015 występował w Krispolu Września a rok później w Espadonie Szczecin. Z Espadonem Szczecin zajął 3. miejsce w 1 lidze i awansował do Plusligi. W sezonie 2016/2017 był zawodnikiem Effectora Kielce. W sezonie 2017/2018 ponownie występował w Krispolu Września. W sezonie 2018/2019 przeniósł się na rok do KPS Siedlce. Od sezonu 2019/2020 reprezentuje SPS Chrobrego Głogów.